# Lepiota efibulis
Lepiota efibulis är en svampart som beskrevs av Knudsen 1981. Lepiota efibulis ingår i släktet Lepiota och familjen Agaricaceae.   Inga underarter finns listade i Catalogue of Life.